# مهرجان أوبرا عمان
مهرجان أوبرا عمّان مهرجان سنوى يُقام في الأردن منذ عام 2017، بمبادرة من السوبرانو الأردنية زينة برهوم، وحظى بدعم العديد من الجهات الأردنية الرسمية والدولية خاصة أنه المهرجان الأوبرالي الأول من نوعه، وقد شهد المهرجان عرض «أوبرا لاترافياتا» بالدورة الأولى و«أوبرا لابوهيم» في الدورة الثانية. ويهدف إلى غرس بذور ثقافة «الأوبرا» في الدول العربية بدءا من الأردن، ودعم فكرة إنشاء دار أوبرا في العاصمة الأردنية عمّان.

## الدورة الأولى(2017)
انطلقت الدورة الأولى مهرجان أوبرا عمان في يوليو - تموز 2017، تحت رعاية الأميرة منى الحسين، بمبادرة من السوبرانو الأردنية زينة برهوم. وقد قدمت الدورة الأولى من المهرجان إنتاجاً أوبرالياً كاملاً لعرض «أوبرا لاترافياتا» للمؤلف الموسيقي الإيطالي جوزبي فيردي على المسرح الروماني بوسط عمَّان، والذي يبلغ عمره 2000 سنة، وقُدمت «أوبرا لاترافياتا» في عرضين بافتتاح وختام المهرجان.
وشهد العرض الأول حضور الأميرة منى الحسين وسفراء الصين، فرنسا، إيطاليا، أوكرانيا، وممثلين عن سفارة جورجيا وشخصيات عامة وفنانين من الأردن.وشارك في المهرجان أكثر من 150 موسيقي وراقص دولي من أكثر من 10 دول حول العالم.
وتهدف هذه المبادرة إلى غرس بذور الثقافة الأوبرالية النامية في الأردن والعالم العربي، إضافة إلى محاولة إلهام فكرة إنشاء دار أوبرا تُبنى خصيصاً لهذا الغرض في عمَّان، تماشياً مع خطوات متماثلة تم اتخاذها في دول عربية أخرى مثل سلطنة عمان والإمارات العربية المتحدة.
وحظي مهرجان أوبرا عمان بدعم أمانة عمان الكبرى، مع شراكة إستراتيجية مع وزارة السياحة وهيئة تنشيط السياحة الأردنية، وسفارة جمهورية الصين الشعبية، وسفارة إيطاليا وسفارة جورجيا، والخطوط الملكية الأردنية الناقل الرسمي للمهرجان، وتتضمن الفنادق الراعية الرسمية كلاً من ماريوت، تاورز روتانا، أرجان روتانا، شيراتون وكراون بلازا.

### أوبرا لاترافياتا
للموسيقار الإيطالي الشهير جوزيبي فيردي، من تأليف: فرانشيسكو ماريا بيافي
القصة: تدور أحداثها أواخر عام 1840 في مدينة باريس وضواحيها حول السيدة الجميلة فيوليتا فاليري التي تصاب بالملل من الحياة بسبب مرضها الدائم وشعورها بعبثية الحياة، ولذلك تعيش حياة ماجنة حتى تلتقى بـالفريدو العاشق المتيم الذي أحبها قبل أن تعرفه، ومنحها اهتمامًا لم تره من قبل، إلى أن يتدخل القدر في صورة رغبة جيورجيو جيرمونت والد الفريدو في إنهاء تلك العلاقة التي تسيء لإسم عائلته، وتضحى فيوليتا من أجل حبيبها الذي يظن أنها تركته من أجل رجل آخر، ويرتفع إيقاع الإحداث عندما يلقي أمواله في وجهها ثأراً لكرامته، ويشتد عليها المرض ويهجرها كل رفاقها باستثناء خادمتها أنينا، ويبقى حبها عزاءها الوحيد، ثم يعود إليها حبيبها بعدما يكتشف حيلة أبيه، وأثناء احتضارها تعتقد فيوليتا أنها عادت للحياة منتشية بأنشودة حبها لألفريدو لكنها تفارق الحياة بين يديه.
فريق العمل: لعبت زينة برهوم دور البطولة في هذا الرض في دور فيوليتا، مع أندرياس فيرساميندي في دور ألفريدو وسايمون سفيتوك في دور جيرمونت وعدي نابر في دور جاستون، ورافق العرض عزف أوركسترا سيشوان الفيلهارموني، حيث شارك مجموعة من موسيقيي مسرح لاسكالا الإيطالي والعديد من المواهب المحلية، وتألف الكورس من جوقة «أوبرا باتومي» ويقودها الموسيقار لورينزو تازييري.
ترجمة العرض من الإيطالية إلى الإنكليزية تولتها أليساندور كافانا مديرة مدرسة ساندرو بيرتيني الثانوية للموسيقى من خلال الطالبة إيريكا ماروني وتحت إشراف أستاذتها مونيكا باراكيني، وعازف البيانو ألبرتو ماكري وأستاذ تاريخ الموسيقى بالمدرسة ومدير مهرجان أوبرا عمان، وأوريتموس (الجمعية الموسيقية في مدينة روفيريتو الإيطالية) وبروغيتو أوبرا التي تعاونتا في تكوين الفريق التقني (مدير المسرح والمساعدين)، وكلاوس بروز رئيس جمعية أوريتموس وعازف التشيللو الأول بالأوركسترا.

## الدورة الثانية(2018)
أقيمت الدورة الثانية يومي 4 و6 سبتمبر - أيلول 2018 على مسرح المدرج الروماني بوسط عمان، الذي استضاف عرضاً متكاملاً «لأوبرا لابوهيم»، حيث يهدف المهرجان إلى بناء جسور من التفاهم من خلال الموسيقى والفن، وقدمت السوبرانو الأردنية زينة برهوم دور البطولة بشخصية ميمي، بالاشتراك مع ماكس خوتا في شخصية الشاعر ردولفو، ورافقهم الأداء الغنائي لمغنيين رئيسيين من إيطاليا وجورجيا مصحوباً بعزف أوركسترا سيشوان الفيلهارمونية بقيادة لورينزو تازييري المدير الفني للمهرجان، مع جوقة أطفال ناي بقيادة عازفة البيانو ديانا تلحمي، وهو من إخراج المقدوني ديان بروشيف. ويقف خلف تصميم مكياج الشخصيات برونو تراسان، أما تصميم الأزياء فهو للمصممة ميرلا رانزاني.كما تعاون المهرجان للمرة الثانية مع مدرسة ساندرو بيرتيني الثانوية للموسيقى في مدينة جنوة لترجمة العرض من الإيطالية إلى الإنكليزية.

### أوبرا لابوهيم
للموسيقار الإيطالي جاكومو بوتشيني، قصة الحب في مواجهة الفقر والمرض، من تأليف: جيوسيبي جياكوسا ولويجي ليغا عن رواية مشاهد من الحياة البوهيمية للفرنسي هنري مورجر.
القصة: أوبرا لابوهيم واحدة من أشهر العروض الأوبرالية في العالم، تدور أحداثها في 4 فصول حول الحياة في مدينة باريس في القرن الـ19، حيث تتعرض إلى تفاصيل حياة الفنان البوهيمي من خلال قصة الحب بين الشاعر رودلفو وجارته ميمي وعلاقته بأصدقائه مارشيللو الرسام وكولين الفيلسوف وشونارد الموسيقي وموسيتا.
فريق العمل: يتكون فريق عمل المهرجان من 150 شخص بالإضافة إلى العاملين خلف الكواليس ومصممي الأزياء ومهندسي الصوت والممثلين، وتشرف مؤسسة المهرجان زينة برهوم والمدير الفني للمهرجان لورينزو تازيري على اختيار المواهب المشاركة في فعاليات المهرجان، كما يتعاون المهرجان مع العديد من المؤسسات غير الربحية للمساهمة في تشجيع المواهب الشابة على ممارسة الفن الأوبرالي، كما تم الاستعانة بالعديد من المواهب من برنامج عين على الموسيقى في التعليم.

## مؤسسين المهرجان
- زينة برهوم (ميمي):سوبرانو كلاسيكية أردنية، أسست سلسلة القنطرة للموسيقى والفن، وتدعم زينة المواهب الشابة بالموسيقى والفنون في المنطقة العربية، كما تقدم جهوداً دؤوبة من أجل تعزيز قضايا المرأة، الأطفال، السلام، التقدم وأنماط الحياة الصحية والتي تتجلى في رصيدها الكبير من العروض في الأردن، الإمارات العربية المتحدة، لندن، إيطاليا، النمسا، فرنسا ولبنان مع فنانين مشهورين مثل الإيطالي باريتوني، والتر ألبرتي وروبرتو ألاجنا. وبجانب الكثير من الدعوات التي حصلت عليها زينة، دُعيت للغناء في قصر كينسينغتون في الاحتفال بالإنجازات النسائية، وتقديم الثقافات عبر المنتدى العربي العالمي للمرأة. كما دُعيت زينة للمشاركة في مهرجان السلام الدولي مع أوركسترا براغ السيمفونية للشباب بقيادة رياض القدسي، وتمت استضافتها لحفل موسيقى على مسرح اليونسكو في باريس، بتنظيم السفارة الأردنية في فرنسا، تكريماً للسيدة إيرينا بوكوفا رئيسة منظمة الأمم المتحدة للتربية والثقافة والعلوم (اليونسكو)، ضمن احتفالية بوضع موقع المعمودية في الأردن كأحد مواقع التراث العالمي. ألبومها بعنوان القنطرة يشير لجسر القوس الحجري الروماني الذي بُنيّ في اكستريمادورا بإسبانيا. ويعكس عنوان الألبوم سعي زينة لبناء صلات قوية من التفاهم والتعاطف من خلال موسيقاها، كما سجلّت مؤخراً ألبومها الثاني القنطرة الثانية على الهواء مباشرةً وأطلق في حفل موسيقي مع أوركسترا الفيلهارموني للفيف وجوقة بقيادة لورينزو تازري، كما حصلت زينة على شهادة البكالريوس في الاتصال المرئي في الجامعة الأميركية في الشارقة. وتحت رعاية الأميرة منى الحسين، أقامت زينة برهوم والفنان الإنكليزي بيتر لورانس، معرضاً فنياَ في قصر الأسقف بمقاطعة ويلز الإنكليزية يتضمن أعمالهما كامتداد لألبوم القنطرة: تجسير الثقافات عبر البحر الأبيض المتوسط وماوراءه. كما دخلت زينة عالم الموضة، حيث تعمل مصممة أزياء لصالح (Creative Concept Industries)، وهي شركة عائلية تأسست في يوليو 2006، وأنشأت زينة خطاَ لتصميم المجوهرات يحمل اسم Zeina Barhoum Jewelry.
- ماكس خوتا (الشاعر رودلفو): موسيقي ومغني أوبرالي برازيلي حصل على جائزة أفضل فنان صاعد عام 2014 من مؤسسة ألفريدو كاتلاني، كما صنفته مجلة بريتانيا ضمن أفضل المؤديين من الرجال في عالم الأوبرا، بدأت مسيرته عام 2013 ومنذ ذلك الحين صعد على خشبة العديد من المسارح في بولندا، إيطاليا، ألمانيا، كوريا وفرنسا، كما أدى أدواراً بارزة في العديد من العروض الأوبرالية الشهيرة مثل دون خوسيه في أوبرا كارمن وألفريدو في أوبرا لاترافياتا ودون جيوفاني في أوبرا دون جيوفاني، وتتلمذ على يد السوبرانو سابرينا مودينا والمايسترو آنا فاندي في الدورة التحضيرية بأكاديمية سانتا سيسيليا الوطنية في روما. وفاز بالجائزة الأولى في المسابقة الدولية للأصوات الأوبرالية.
- أوتار ناكشيدزه (الرسام مارشيللو): مغني أوبرالي جورجي تخرج في كونسرفتوار تيبلسي بتخصص الغناء الكلاسيكي، وأدى العديد من العروض المنفردة بأوبرا باتومي في جورجيا، كما حصل على جائزة أفضل باريتون بمسابقة الأوبرا في موسكو عام 2016، ونال الجائزة الكبرى في مسابقة المغنيين الدولية، وجائزة الجمهور في بودريو، والجائزة الأولى من المسابقة الدولية للغناء في بيسارو.شارك في العديد من العروض الأوبرالية المشهورة منها لاترافياتا حيث لعب دور جيرمونت، وأوبرا ريجوليتو، وأوبرا عايدة، وأوبرا كارمن.
- سالاتزي سالومي (موسيتا): مغنية أوبرالية جورجية تخرجت في التدريس الموسيقي من جامعة باتومي في جورجيا، وشاركت في العديد من الأداءات الأوبرالية حيث لعبت دور البطولة في اوبرا لاترافياتا كما شاركت في اوبرا كارمن وريجوليتو ودون جيوفاني.
- جيورجي شيلدزي (الفيلسوف كولين): مغني أوبرالي جورجي، تخرج في كونسرفتوار تيبلسي بتخصص الغناء الكلاسيكي، حصل على الجائزة الأولى في المسابقة الدولية السابعة للغناء في أذربيجان، وشارك في العديد من العروض الأوبرالية الشهيرة مثل كارمن وتوراندوت وريجوليتو.
- سيموني ألبرتي (الموسيقي شونارد): نشأ في ظل عائلة فنية، حيث بدأ مشواره في الغناء الأوبرالي على يد والده الباريتون والتر ألبرتي ووالدته السوبرانو ألبرتا فالنتيني، وبفضل قدراته الصوتية المميزة، تم اختياره للغناء ضمن فرقة "Schola Cantorum" في كنيسة سيستين في الرابعة من عمره. كما شارك في العديد من الحفلات التي تنظمها أكاديمية سانتا سيسيليا في روما، ولعب دور الراعي الصغير في أوبرا توسكا عند عرضها في أوبرا روما. كما شارك في أوبرا بينوكيو عندما عرضت في مسرح فلورنسا البلدي. وسيشارك مستقبلاً في عرض The Fairy Queen، ومن المقرر أن يبدأ جولة من العروض حتى شهر يونيو المقبل في مدن بولونيا وكومو وكريمونا ورافينا وترينتو.

## أوركسترا سيشوان الفيلهارمونية
يقودها المدير الفني لمهرجان أوبرا عمان الموسيقار لورينزو تازييري، وتضم الأوركسترا بين صفوفها العديد من الموسيقيين الإيطاليين والصينيين. وتقف المرونة والتسهيلات التي قدمتها الحكومة الصينية خلف التعاون الثاني بين مهرجان أوبرا عمان وأوركسترا سيشوان، مع اختلاف طفيف في أعضاء الأوركسترا بناء على اختلاف طبيعة أوبرا لاترافياتا عن أوبرا لابوهيم.

## الجوقة
يتألف الكورال الموسيقى للأوبرا من جوقة ناي للأطفال وهي مؤسسة نشأت استجابة لأزمة اللاجئين السوريين في السنوات الأخيرة، وهدف كورال الناي هو تحفيز الأطفال بواسطة الموسيقى على تطوير قدراتهم، ويقود أداء كورال ناي للأطفال ديانا تلحمي. ويفتتح العرض كورال مدرسة ريبتون الإنكليزية الجديدة، يليه أداء فردي لاثنين من المغنيين الشباب.

## كواليس الإنتاج
عمل ليث قطان وتالا سعيد على تصميم ديكور يلائم الأجواء البوهيمية للعرض، حيث تم إعداد تصاميم ثلاثية الأبعاد لديكور العرض الذي يتكون من مقهى وحانة، وهو ما شكل صعوبة لفريق العمل نظراً لصغر مساحة المسرح الروماني، كما كثف المصممون مجهوداتهم ليخرج الديكور النهائي للعرض بسيطاً ملائماً لأجواء العرض. ويتميز المصممون المشاركون في العرض بخبراتهم السابقة في العمل بمسرح برودواي الشهير، ودعمهم المهرجان بميزانية تلائم احتياجاتهم للخروج بعرض على مستوى متميز.
ومن الصعوبات الأخرى التي واجهت فريق العمل هو عدم وجود أماكن مخصصة لتبديل ملابس الممثلين، وتم التغلب على هذه العقبة من خلال إعداد خيم مجهزة لخدمة الممثلين أثناء العرض، وجهز المسرح بالأدوات التقنية وأجريت التدريبات قبل العرض بيومين.